# Texas United
El Texas United es un equipo de fútbol de Estados Unidos que juega en la USL League Two, la cuarta división de fútbol del país.

## Historia
Fue fundado en marzo de 2013 en la ciudad de Grand Prairie, Texas luego de que la United Soccer League anunciara que un equipo de la región de Dallas-Fort Worth sería uno de los equipos de expansión para la temporada 2017 en la USL PDL, temporada en la cual a pesar de haber perdido un solo juego no pudieron clasificar a los playoff.
En la siguiente temporada tampoco pudieron avanzar a los playoffs, pero la temporada fue relativamente buena y eso les dio lo suficiente para entablar convenios con equipos profesionales del país. Luego de que desapareciera la USL PDL al finalizar la temporada 2018 se convirtió en uno de los equipos fundadores de la USL League Two que tuvo su temporada inaugural en 2019 en donde no pudieron clasificar a los playoff.

## Clubes Afiliados
- Pittsburgh Riverhounds[3]
- North Texas SC.[4]